# 月刊少年チャンピオン
『月刊少年チャンピオン』（げっかんしょうねんチャンピオン）は、秋田書店が発行する月刊少年漫画雑誌。毎月6日発売。
1970年3月、『週刊少年チャンピオン』の姉妹誌として、季刊の旧「別冊少年チャンピオン」春季創刊号として創刊され1970年11月発売の12月号より月刊化、1974年12月発売の1975年1月号より現在の誌名にリニューアルして現在に至る。

## 連載中
2025年9月号現在。
- ガブ（植木陽介）
- 奇種博物録（山崎楽）
- 月チャン！ アルマジロのジョン（盆ノ木至）
- この冒険者、人類史最強です 〜外れスキル『鑑定』が『継承』に覚醒したので、数多の英雄たちの力を受け継ぎ無双する〜（原作：日之影ソラ、漫画：みやけりく、キャラクター原案：エシュアル）
- クローズ外伝 鳳仙花 the beginning of HOUSEN（原作：髙橋ヒロシ、漫画：齋藤周平）
- 斎藤義龍に生まれ変わったので、織田信長に国譲りして長生きするのを目指します！（原作：巽未頼、漫画：田村ゆうき）
- 呪解（齋藤崚河）
- チキン 「ドロップ」前夜の物語（原作：井口達也、漫画：歳脇将幸）
- 桃源暗鬼外伝 〜月と桜の狂争曲〜（原作：漆原侑来、漫画：小田童馬）
- バキ外伝 ガイアとシコルスキー〜ときどきノムラ 二人だけど三人暮らし〜（原案：板垣恵介、漫画：林たかあき）
- バキ外伝 烈海王は異世界転生しても一向にかまわんッッ（原案：板垣恵介、原作：猪原賽、漫画：陸井栄史）
- ハリガネサービス外伝 ヒュドラブレイク（荒達哉）
- BREAK BACK（KASA）
- ラーメン大好き小泉さん（鳴見なる）
- WORST外伝 ゼットン先生（原案：髙橋ヒロシ、原作：鈴木大、漫画：山本真太朗）

## 連載終了

### あ行
- 嗚呼青春の球心寮（原作：倉丘銀四郎、漫画：林八蔵）
- アイドルマスター シンデレラガールズ WILD WIND GIRL（原作：バンダイナムコエンターテインメント、漫画：迫ミサキ）
  - アイドルマスター シンデレラガールズ WILD WIND GIRL Burning Road（原作：バンダイナムコエンターテインメント、漫画：迫ミサキ）
- アクトンベイビー -Act on Baby-（高田桂）
- あゆまゆ（原作：しおたろう、漫画：鈴野哲次）
- 青い空を、白い雲がかけてった（あすなひろし）
- 青空スタンバイ（小島一将）
- 明日のよいち!（みなもと悠）
- 蟻の王（原作：塚脇永久、漫画：伊藤龍）→『チャンピオンクロス』へ移籍[4]
- アンダーライフ（平沢健二）
- いいなり（糸杉柾宏）
- イゾラバ!（大西実生子）
- いちばん（小沢としお）
- いっきに場外乱闘（原作：工藤晋、漫画：波多野康史）
- 一本!（西田佳弘）
- 宇宙刑事ギャバン 黒き英雄（脚本：小林雄次、構成・演出：藤沢とおる、作画：太田正樹）
- 有頂天ポリス（秋好賢一）
- 海のキャンバス（真木富士人）
- うんけん（サイレン☆ボラ夫）
- 栄冠はオレに輝け!!（山本真太朗）※『マンガボックス』へ移動
- エグザムライ戦国（山口陽史、企画・原案：HIRO・松田誠、キャラクター原案：髙橋ヒロシ）
  - エグザムライ戦国G（山口陽史、企画・原案：HIRO /NESMITH (EXILE)・松田誠、キャラクター原案：高橋ヒロシ）
- えらしこ（さのうくにかず）
- エルドラッド（原作：寺島優、漫画：真壁太陽）
- オイ!! オバさん（いづみかつき）
- OH!EDO婆娑羅（原作：福本義裕、漫画：冨張ケンジ）
- おさきに失礼!（サトウ・ユウ）
- 教えてブラジャー先生（新矢歩世）
- おしのび倶楽部（横山えいじ）
- 押忍!ガンバ（乃美康治）
- オッス!はるかちゃん（宗我部としのり）
- おとこ官兵衛（真木富士人）
- オトコの時代!（高島龍一）
- おねえさんといっしょ（霜月ひゃらら）
- 鬼組（藤井克己）
  - 鬼組 THE REVOLVER（藤井克己）
- オモチャのYoYoYo（山田こうすけ）
- オレたち現在進行形（伊東龍也）
- オレってピヨリタン（高崎隆）
- オレンジ・ファミリー（内崎まさとし）
- オンゴロへの道（諸星大二郎）
  - オンゴロの仮面 マッドメン・シリーズ（諸星大二郎）

### か行
- 快僧のざらし（山上たつひこ）
- 海男児（梅本さちお）
- 学園警邏部 独楽ってネ（魅野こだま）
- 学園マリア（逆井五郎）
- 格闘ファミリー（吾妻ひでお）
- 勝海舟（石川賢）
- ガッタレ!塁（堂上まさ志）
- 香取センパイ（秋好賢一）
- ガハハ東大寺（いなばてつのすけ）
- かみさまドロップ（みなもと悠）
- 空手婆娑羅伝 銀二（野部優美）
- カリュウド（原作：日向葵、漫画：望月あきら）
- ガンジー（浜岡賢次）
- 感じてキララ!（わたべ淳）
- カンピオーネ（秋月めぐる）
- 机上の九龍城（長沢13センチ）※『チャンピオンクロス』と同時連載
- キミイロフォーカス（千明太郎）
- きみはノルン（小山田いく）
- ぎゃあなか平吉（原作：遠藤史郎、漫画：村井一忠）
- 逆異世界転生してキモヲタになってしまった大魔術師デルレイ・カーチスの不条理な日常（糸杉柾宏）
- 吸血鬼ちゃん（吾妻ひでお）
- 吸血姫まひるちゃん（珠奇）
- 〜QPトム&ジェリー外伝〜月に手をのばせ（原作：髙橋ヒロシ、漫画：奥嶋ひろまさ）
- 鏡四郎!鏡四郎!（外園昌也）
- 恐怖ハンター（原作：よしだ健介、漫画：旭日充）
- KINGオブバカざんす!（野田浩生）
- 禁忌（加藤山羊）
- 金四郎の妻ですが（原作：神楽坂淳、漫画：迫ミサキ）
- くぅが上から失礼します（小山力也、永野梨花）
- クラウター（原作：田中誠一、漫画：赤井羊）
- グリグラ 無頼話喧嘩花道（歳脇将幸）
- SSSS.GRIDMAN新世紀中学生の執事カフェ（原作：SSSS.GRIDMAN、漫画：追ミサキ）
- クローズ（髙橋ヒロシ）
- クローズEXPLODE（原作：髙橋ヒロシ、漫画：神田哲也、脚本：向井康介・水島力也・長谷川隆）
- 群青シザース（大曽根賢）
- 劇団二十面相vs七色いんこ（原作：手塚治虫、漫画：中谷チカ）
- 血笑鴉（横山光輝）
- 月チャン編集部の秋田書店オンラインストア向上委員会（陸井栄史）
- げんこつ岩太（中沢啓治）
- GO ANd GO（古谷野孝雄）
- ゴーグル ヒート（高島龍一）
- 轟雷迎撃隊（ほづみみずほ）
- 極☆漫（横山了一）
- ゴルディオスの結び目（原作：坂登陸、漫画：野瀬尚紀）
- これで演歌シリーズ（ジョージ秋山）
- GOALMAN JO（廣嶋将人）
- コンチネンタル・サーカス（原作：スペース・ムー、漫画：居村真二）

### さ行
- 彩子 黒（本田真吾）
  - 彩子 白（本田真吾）
- 最速!! THE FASTEST（松田なおまさ）
- サイレント・ブラッド（原作：神先史土、漫画：太田正樹）
- 佐伯さん家のブラックキャット（ユウキレイ）※『日刊月チャン』でも連載
- ザ・桜吹雪!（山中健司）
- ジ・オジン（鴨川つばめ）
- 死亡フラグに気をつけろ！（茶んた）
- 島国ロマンス万力高校（河田雄志）
- ジャッキー李くん（はやししげき）
- シャッフル学園（ホリユウスケ）
- ジャントニオBomb（浜岡賢次）
- ジューリョーAGAIN（友安よーいち）
- 情熱クラブ（川野ゆーへー）
- 賞味期限あり!!（優香あきみ）
- SHONANセブン（原作：藤沢とおる、漫画：高橋伸輔）
- ジョージの名作落語全集（ジョージ秋山）
- しらぬGA宇宙人（東直矢）
- 私立ワンパク高校（原克玄）
- シルス（歳脇将幸）
- 白むく（やすだたく）
- 新・河原崎超一郎（おおひなたごう）
- ズーム・アップ（望月あきら）
- スクランブル効果（横山えいじ）
- 進め!!ドンカンデン（中沢啓治）
- ステルザー（原作：集新矢、漫画：近石雅史）
- THE SPY'S FAMILY（堀井覚司）
- スペース・コマンド（居村真二）
- スリラー（川野ゆーへー）
- 青春ドッグ・ファイト（とむキャット）
- 青春やぐら太鼓（原作：南条英樹、漫画：たかださだお）
- 聖・バンパイア（内崎まさとし）
- 聖魔走る（旭日充）
- セーラにおまかせ（原作：長谷川彰、漫画：出井州忍）
- セクシー亜衣（吾妻ひでお）
- せっさ拓磨!（こだか和麻）
- 0の聖書（しもさか保）
- 戦国グリッドマン（原作：SSSS.GRIDMAN、漫画：田村ゆうき）
- 戦国BASARA3 -Bloody Angel-（伊藤龍、監修・協力：カプコン）
- 先輩は刑事パイ（サブリック）
- 草食番長チャンプ（松本康史）
- その名は101（横山光輝） - 『バビル2世』の続編
- ゾンビ少年と殺人鬼少女（田村ゆうき） ※チャンピオンクロスと同時連載 [5]

### た行
- 大浮遊船時代 ゲン太の冒険（乃美康治）
- 対マンマン（吉田窓）
- タオの緑（グリーン）（原作：笠原倫、漫画：神谷隆光）
- タコちゃん ザ・グレーテスト（小林よしのり）
- タスク（笠原倫）
- たまねぎパルコ（とり・みき）
- ためしたガール（山田こうすけ）
- ダブル・ソウル（原作：宮崎信二、漫画：真壁太陽）
- 弾丸タックル（佐藤由幸）
- 断罪の臨死士（キリエ）
- チキン・クラブ（石山東吉）
- 知的生命体たかしくん（ベイブリッジ・オカノ）
- チピ（芝田英行）
- ちびママちゃん（吾妻ひでお）
- チューリップハイスクール（市川みなみ
- チュー坊ですよ!〜大阪やんちゃメモリー〜（原案・監修：南勝久、漫画：門尾勇治）
- 超人コンプレックス（内崎まさとし）
- 超ファミコン学園（眞樹あみか）
- チョコレートぶるーす（米原秀幸）
- 月に啼く（鳳巳乱）
- つっぱしり元太郎（吉森みき男）
- ディープレッド（榎良藝）
- デカチン（しもやま・こお）
- デストラ（本田優貴）
- 東京野球小僧（枝松克幸）
- ドカンと花火（内田拓也）
- ときめきブレーン（とり・みき）
- ド直球彼氏×彼女（ふじた渚佐）※『月刊ComicREX』より移籍
- どっこい魂（吉森みき男）
- 特攻万陀羅高校（松田一輝）
- どはずれ新鮮組（原作：長谷川彰、漫画：国友やすゆき）
- トマトスカッシュ（松田一輝）
- DRAGON SEEKERS（米原秀幸）
- DRAGON SCREW（井深英記）
- ドラネコロック（鴨川つばめ）
- トラブルドッグ（シュガー佐藤）
- とらぶるマスク（木村和昭）
- トリトルくん（はまだよしみ）
- トンビ（原作：宮崎信二、漫画：山口陽史）
- ドロップ（原作：品川ヒロシ、キャラクターデザイン：髙橋ヒロシ、漫画：鈴木大）
  - ドロップOG（原作：品川ヒロシ、キャラクターデザイン：高橋ヒロシ、漫画：鈴木大）※「ドロップ」の続編
- どんどこオーレ!&オールスターズ（大平かずお）

### な行
- ナックルNo.1（安紀宏紀）
- 夏美ちゃんパニック（木村和昭）
- 名前がウォンバット（かものはし乱坊）
- ナリキン!（鈴木大四郎）
- ニャンですかァ？（瀬里果）
- 鈍色の青春（オオゾネサトシ）
- ニボシ君の変態（ミッチェル田中）
- ネオ格闘王伝説 Jr.WARS（上川端通）
- のぼるくん（人見慶史）
- のーぶら（川津健二朗）
- ノー・レセプション〜電波の無い国〜（原作：オクショウ、漫画：増渕ウナム、監修:KMD）
- のりおダちょ〜ん（浜岡賢次）

### は行
- バーチャルYouTuber 黒咲りんをかまってにゃ！（協力・監修：黒咲りん、漫画：みなもと悠）※日刊月チャンとの同時連載[6]。
- ハーレム石松（森田拳次）
- HiGH&LOW THE WORST 鳳仙学園日誌（原作：髙橋ヒロシ・HI-AX、漫画：アメノ）
- ハカイジュウ（本田真吾）
- BA-KU!（原作：田辺真由美、漫画：桐坂真生）
- バクバク〜お嬢様怪異談〜（斉藤いくみ）
- 走って!RUN♪（斉藤むねお）
- パソマネ（パーソナリティック・マネージャー）（尾津神がしき）
- B.A.D（鈴木ダイ）
- B.M.N.（SP☆なかてま）
  - B.M.N.ジャパン（SP☆なかてま）
- バトルフィッシュ（歳脇将幸）
- 花右京メイド隊（もりしげ）
- 花の太一郎（松田一輝）
- 薔薇美少女（柳沢きみお）
- パラダイス♡ショック（伊東龍也）
- パラダイスロスト（高橋明）
- 腹ペコ聖女とまんぷく魔女の異世界スローライフ（原作：蛙田アメコ、漫画：冬野なべ、キャラクター原案：KeG）
- ハルポリッシュ（土塚理弘×みなもと悠）
- 叛逆の蒼き狼（伊藤清順）
- BANZAI（鈴木ダイ）
- ハンターキラー美奈（矢野健太郎）
- BANG!!! 2（鈴木ダイ）
- ビクトリー・ラン!（原作：仲久晃央、漫画：秋月めぐる）
- ヒグマ甲子園（原作：小堀洋、漫画：多田健一）
- 美少女戦士04R1（双龍）※2018年9月号より『日刊月チャン』から出張掲載という形で連載[7]。
- ヒッサツ!（伊藤清順）
- 秘本すぽんぎうす（川島よしお）
- ビメイダー（長谷川裕一）
- 百人の半蔵（横尾公敏）
- 卓球Dash!!（本田真吾）
- 5ヤーダー（原作：小堀洋、漫画：守谷哲巳）
- ファミコン探偵団（佐藤元）
- ファンキーヤンキーベイビー（川端浩典）
- FAKE MOTION-卓球の王将-（原作：汐留ヱビス商店街、漫画：高橋伸輔）
- BT（ブラチュー）（山口譲司） - 『臀撃おしおき娘ゴータマン』のスピンオフ
- ブリーチャーズ（原作：鈴木ダイ、漫画：山口陽史）
- プリプリ the premature priest（千明太郎）
- 不良のはらわた YANKEE OF THE DEAD（今村KSK）
- ブルピッチ（原作：富田祐弘、漫画：なかがわひろき）
- プルプルぷろぺら（鴨川つばめ）
- プロジェクトN（明石英之）
- プロレス甲子園（秋好賢一）
- XX!!（ペケダブル）（央己あゆり）
- ボーイズ（原作：積木爆、漫画：神矢みのる）
- 暴力大将（どおくまん）
- ボクシン子（山上たつひこ）
- ボクら超常倶楽部です（佐藤まさき）
- ポケバイ戦士（かわしま義万）
- ポケバイ・キッド（古賀新一）
- 星のローカス（小山田いく）
- ボディスペシャル 爆強少女RIKU（榎良藝）
- 炎のウィング（かわしま義万）
- 炎の少年 ファミコン豪介（夢丸）
- ほらふけ甲子園（内崎まさとし）
- ホンキで一気!（下條よしあき）

### ま行
- M〜AYA（マーヤ）（萩原達也（榎良藝から改名））
- マイコン刑事（原作：鷹見吾郎（すがやみつるの別PN）、漫画：下條よしあき）
- まさみの気持ち（矢野健太郎）
- 爆走魔法少女リスキーレナ（ほづみみずほ）
- 魔女 黒井ミサ（古賀新一）
  - 魔女 黒井ミサ2（古賀新一）
- 魔天使ルシィ（佐々木あつし）
- マツケンクエスト 〜異世界召喚されたマツケン、サンバで魔王を成敗致す〜（原作：林たかあき、漫画：遠田マリモ）
- まっどエンジェル SUPER POLICE GAL（飛鳥弓樹）
- マッドメン（諸星大二郎）
- ママはバージン16歳（ひらいけい）
- 満開!!紅桜男組（寿しょーじ）
- 密霊師秘録（芝田英行）
- ミニぱと（柳沢きみお）
- 未来人間GOGOGO（佐藤まさき）
- みらくる博士（木村和昭）
- ミラクル・ランジェリー（帯ひろ志）
- めっちゃキャン（原作：九十九森、漫画：国広あづさ）
- メルヘン戦争（舎川和行）
- MOGUMOGUキャンディ姫（大熊良）
- もろマジ龍太郎（服部かずみ）
- MONSTER HUNTER外伝 狩猟戦線物語（伊藤龍）

### や行
- 野球しようぜ!（いわさわ正泰）
  - もっと野球しようぜ!（いわさわ正泰）
- 野球部に花束を〜Knockin' On YAKYUBU's Door〜（クロマツテツロウ）
- やさしくシ♡テ♡ネ（山田こうすけ）
- やどりぎくん（吾妻ひでお）
- ヤマチャン（浜岡賢次）
- ヤマネコ応援団（菅生誠司）
- 闇商人レンタロー（三倉佳境）
- やんちゃ・ゴール!（馬場民雄）
- 優と勇（国友やすゆき）
- 夕やけ団地（柳沢きみお）
- ゆきゆきて北澤くん（今井智文）
- ようこそ夢現生徒会（松田ゆきのしん）
- 妖虫（古賀新一）
- よぉっ★日本一!!シリーズ（上川端通）
- 横浜ばっくれ隊（楠本哲）
- ヨメクラ（千明太郎）
- よろしくミスキック（みやたけし）
- 四丁目すとおりい（吉森みき男）

### ら行
- らいでん（塚脇永久）
- ラッキィ・バニー（東直矢）
- ラビ・マーケット（舎川和行）
- LOVE!LOVE!アミィ♡（みやすのんき）
- ランチキ（奥嶋ひろまさ）
- 乱童（沼よしのぶ）
- ランナーズ・ハイ!（原作：七三太朗、漫画：井深英記）
- ランブル・フィスト（野部優美）
- リゲイナー もどし屋了太（原作：福本義裕、漫画：高岩ヨシヒロ）
- リッティー（蛯名郁夫）
- リトルの団ちゃん（梅本さちお）
- 竜の拳（アオキリン）
- ルチャDOLL舞（飛鳥弓樹）
- 流星のストライカー（秋月めぐる）
- 霊闘者（山下裕）
- レッツゴー勇（小池栄治）
- ROXY（野部優美）
- 60億のシラミ（飯森広一）
- ロッカフェラー・スカンク（三数鬼ライオット、原作：ヒダカトオル）
- Rock'n 爆音（古沢優）
- ロン先生の虫眼鏡（原作：光瀬龍、漫画：加藤唯史）

### わ行
- WORST（髙橋ヒロシ）
- 我らちみたまナノである!（小山力也、永野梨花）
- わんだあテク丸（木村和昭）
- ワンツー!シュート（堂上まさ志）

### 他
- 劇画ロードショー - 1975年頃から1977年頃まで掲載された映画のコミカライズのシリーズ。映画配給会社とのタイアップで公開時期の近い作品を漫画化していた。田辺節雄、桜多吾作らが執筆。編集部で映画に詳しい大塚公平が担当。
- スタードキュメント - 1975年頃から1977年頃まで掲載された人気芸能人の伝記漫画のシリーズ。タイトルは『桜田淳子物語』のように『〇〇物語』という形式だった。桜多吾作、やまと虹一、岡崎優らが執筆。原作は芸能記者の加東康一らが担当した。
- チャンピオンシリーズ - 1975年頃から1977年頃まで掲載された人気スポーツ選手の伝記漫画のシリーズ。タイトルは『アントニオ猪木物語』のように『〇〇物語』という形式が多かった。小島利明、大倉元則らが執筆。

## 日刊月チャン
『日刊月チャン』は、『月刊少年チャンピオン』のウェブ漫画配信サイト。2017年10月6日に配信が開始され、「日刊」の名の通り、1ページ漫画の作品を毎日配信している。主に4コマや1コマで構成された作品が中心となっている。

### 連載中
※2023年2月現在。休載状態の作品も含む。
- 帰ってきたピクセルクローズ（原作：北原健世、ドット絵：朝田滋、監修：髙橋ヒロシ・株式会社コナミデジタルエンタテインメント）
- ハニカム（まりぱか）
- ハリネズミくんは飼われたい（明方いるか）
- 美少女戦士04R1（双龍）
- ほぼ日刊アルマジロのジョン（盆ノ木至）

### 連載終了
- 家庭教師の岸騎士です。（奥嶋ひろまさ）
- 恋するふくらはぎ（吉谷光平）
- 佐伯さん家のブラックキャット（ユウキレイ）
- 東京野球女子百景（水森崇史）
- バーチャルYouTuber 黒咲りんをかまってにゃ！
- パトラスでニューゲーム！（明方いるか）[11]
- ピクセルクローズ（原作：北原健世、ドット絵：朝田滋、監修：髙橋ヒロシ・株式会社コナミデジタルエンタテインメント）
- プレイボーイ侍（原克玄）
- 本日も、アキバ日和です。（漫画：konagi、原作：ねこの）
- 不良がネコに助けられてく話（常喜寝太郎）

## 映像化作品

### アニメ化
| 作品           | 放送年          | アニメーション制作 | 備考    |
| -------------- | --------------- | ------------------ | ------- |
| 花右京メイド隊 | 2001年（第1期） | 童夢               | OVAあり |
| 花右京メイド隊 | 2004年（第2期） | 童夢               | OVAあり |
| 明日のよいち!  | 2009年          | AIC                |         |

| 作品           | 放送年        | アニメーション制作  | 備考 |
| -------------- | ------------- | ------------------- | ---- |
| クローズ       | 1994年        | ナック ケイエスエス |      |
| 横浜ばっくれ隊 | 1993年-1995年 | ナック映画          |      |

### 実写化
| 作品           | 放送年 | 備考 |
| -------------- | ------ | ---- |
| 横浜ばっくれ隊 | 1994年 |      |

## 読者コーナー
2017年6月号を最後に芸能人コーナーは掲載されていない。
- 上田晋也の試してぺろーん（2004年 - 2005年）
  - 上田晋也（くりぃむしちゅー）が、読者から募った“うんちく”を実証するコーナー。
- 安田大サーカス・クロちゃんのポエムの窓（2005年 - 2006年）
- ダイノジ大地洋輔のエア技に磨きを掛けろ（2007年）
- にしおかすみこのどこのどいつだい（2007年）
- なかやまきんに君マッスル筋トレ法（2008年）
- インポッシブルのLet's Fighting!!（2008年）
- ガリガリガリクソンの俺のニートな人生設計（2009年 - 2010年）
- 渡辺ラオウのすべて叩き潰してくれるわ!!（2009年 - 2010年）
- ハリウッドザコシショウのハンマ〜カンマ〜（2010年）
- アリス十番のむちゃぶりアイドル三十六房（2012年 - 2013年）
- スチームガールズの夢見る未来（2013年）
- おいでませ!カワユシ♡妖怪屋敷へ（2013年 - 2014年）
  - アイドル妖怪カワユシが様々な質問に答えるコーナー。
- バンドじゃないもん!ぷれぜんつ 俺が考えた最強次世代バンド!（2015年 - 2016年）
- 俺のファッションチェックお願いします!（2016年）
  - 澁谷梓希（I☆Ris）が、読者の考案したファッションをチェックするコーナー。
- 姉さん、俺に活を入れてくださいっ!!（2016年 - 2017年）
  - 原優子が、読者に活を入れるコーナー。